# 隐距越桔
隐距越桔（学名：Vaccinium exaristatum）为杜鹃花科越桔属下的一个种。

## 扩展阅读
- 維基物種上的相關：隐距越桔